# Флавий Аркадий
Фла́вий Арка́дий (др.-греч. Ἀρκάδιος; лат. Flavius Arcadius) (377, Испания — 1 мая 408, Константинополь) — первый император Восточной Римской империи после окончательного разделения единой Римской империи на Западную и Восточную в 395 году, правивший с 395 по 408 год.
Старший сын императора Феодосия I и Флациллы.

## Биография
Аркадий родился в Испании в 377 году. Его учителями были Фемистий и святой Арсений Великий. Провозглашён Августом 16 января 383 в местности Евдом под Константинополем. Царствовал с 395—408 г., консул 385, 392, 394, 396, 402, 406 годов.
Когда после смерти Феодосия Великого Римская империя была разделена, он стал императором на Востоке, а его брат Гонорий получил Запад. Владения Аркадия простирались от Адриатического моря до Тигра и от Дуная до Нила. Фактическим правителем Востока стал префект претория Востока Руфин, галл по происхождению. Руфин пытался женить Аркадия на своей дочери, но препозит священной опочивальни, евнух Евтропий нарушил его планы, показав императору портрет красавицы-дочери полководца Баутона Евдоксии. Император женился на Евдоксии 27 апреля 395 года. Помимо сына и наследника — Феодосия II, — у Аркадия было четыре дочери: Флацилла, Пульхерия, признанная впоследствии святой и оказывавшая большое влияние на государственные дела, а также Аркадия и Марина.
27 ноября 395 года Руфин был убит солдатами готского полководца Гайны в присутствии императора. В падении Руфина значительную роль сыграли Стилихон и его жена Серена, прибывшая в Константинополь на похороны императора Феодосия I. С этого времени наиболее влиятельной персоной при дворе становится Евтропий, который был в свою очередь свергнут в 399 году за корыстолюбие и несправедливые поступки императрицей Евдоксией и Гайной, захватившим власть.
В 400 году взбунтовавшиеся жители Константинополя убили несколько тысяч готов, и Гайна был вынужден бежать за пределы империи. Однако царствовавший над гуннами к северу от Дуная Ульдин, союзник империи, убил Гайну; его отрубленную голову он отправил в Константинополь. Эти события в аллегорической форме изложены в сочинении Синезия Киренского «О провидении».
Влияние Евдоксии при дворе оставалось преобладающим. В 403 году она добилась изгнания константинопольского епископа Иоанна Златоуста, считая, что, говоря об излишней любви некоторых женщин к роскоши, он имел в виду именно её. Многочисленные протесты заставили императорскую чету вернуть Иоанна в Константинополь, но вскоре конфликт вспыхнул с новой силой; Иоанн был изгнан уже навсегда и умер через три года. Неожиданную и мучительную смерть императрицы во время родов 6 октября 404 года считали наказанием за её роль в судьбе Иоанна. Дело Иоанна способствовало обострению конфликта между западным и восточным двором, так как и папа Иннокентий, и император Гонорий активно выступали в защиту Иоанна.
Ещё при жизни императрицы при дворе стал пользоваться влиянием египтянин Антемий, который в 404 году исполнял должность магистра оффиций при восточном дворе. Ставший консулом 405 года и назначенный в том же году префектом претория, Антемий исполнял эту должность до 414 года, являясь фактическим правителем Восточной Римской империи. Аркадий скончался 1 мая 408 года; точная причина его смерти неизвестна. Ему наследовал несовершеннолетний сын, Феодосий II. Известие о смерти Аркадия сыграло роковую роль в развитии конфликта в верхушке правительства Западной Римской империи, став одной из причин падения Стилихона, обвинённого в попытке захвата власти и желании посадить на константинопольский престол своего сына Евхерия.

## Внешность и характер
По словам историка Филосторгия, Аркадий «рост имел малый, тело сухощавое, силы слабые, лицо смуглое. Вялость его души изобличали его речь и свойство глаз, которые у него сонливо и болезненно закрывались» (XI. 3). Ещё более резко характеризует императора Синезий:
...Вы очень мало видите, очень мало слышите, теряя мудрые уроки опыта. Вы радуетесь только телесным удовольствиям и преимущественно тем, которые более других погружают в материю - наслаждениям вкуса и осязания. Ваше существование подобно существованию полипа (др.-греч. θαλαττίου πνεύμονος).
Церковные историки подчёркивали благочестие Аркадия; Сократ Схоластик рассказывает о случае, когда якобы благодаря его молитве тысячи людей не погибли в результате обрушения огромного здания в Константинополе (VI. 23) и называет императора «мужем кротким и миролюбивым.».
С другой стороны, некоторые источники говорят о хитрости и раздражительности Аркадия. Хроника Марцеллина сообщает, что в 390 году 13-летний Аркадий выгнал из дворца свою мачеху Галлу. Тот же Филосторгий описывает приступ бешенства, охвативший Аркадия, когда жена жаловалась ему на Евтропия. Зонара (XIII. 19) рассказывает, что когда Феодосий приказал Гонорию и Аркадию во время занятий стоять в присутствии своего учителя Арсения, и Арсений наказал Аркадия за какой-то проступок, Аркадий возненавидел его настолько, что решил убить и даже нанял наёмного убийцу; Арсения спасло только немедленное бегство.
В честь Аркадия была названа римская провинция, созданная в северном Египте между 386 и 395 годами и просуществовавшая до арабского завоевания Египта в 640-х годов.

## Семья
Жена с 27 апреля 395 — Элия Евдоксия (377 — 6 октября 404), дочь Флавия Бавтона (умер 386/87), консула Римской империи в 385
Дети:
- Флацилла (17 июня 397 — 397/408 или 431)[6]
- Пульхерия (19 января 399 — июль 453) — регент в 414—421, императрица Восточной Римской империи с 450
- Аркадия (3 апреля 400 — 444)
- Феодосий II (10 апреля 401 — 28 июля 450) — император Восточной Римской империи с 408
- Марина  (12 февраля 403 — 449)